# Ann-Marie Briody
Ann-Marie Briody es una deportista británica que compitió en judo. Ganó una medalla de bronce en el Campeonato Europeo de Judo de 1985, en la categoría de –48 kg.

## Palmarés internacional
| Campeonato Europeo | Campeonato Europeo  | Campeonato Europeo | Campeonato Europeo |
| Año                | Lugar               | Medalla            | Categoría          |
| ------------------ | ------------------- | ------------------ | ------------------ |
| 1985               | Landskrona (Suecia) | Medalla de bronce  | –48 kg             |